# Raúl Torrente
Raúl Torrente Navarro (San Javier, 1º marzo 2001) è un calciatore spagnolo, difensore della Dinamo Zagabria.

## Caratteristiche tecniche
È un difensore centrale forte fisicamente ed abile nell'impostazione del gioco dalle retrovie.

## Carriera
Nato a San Javier, a livello giovanile gioca con FC Cartagena e Mar Menor, club con cui fa un'apparizione in Tercera División nel 2018.
Nel 2018 viene acquistato dal Granada dove gioca per due anni a livello giovanile; il 10 luglio 2019 rinnova il proprio contratto fino al 2021 mentre un anno più tardi viene promosso nella squadra B con cui debutta l'8 novembre in occasione del match di Segunda División B pareggiato 1-1 contro il Córdoba.
Il 6 settembre 2021 rinnova il proprio contratto fino al 2024 ed il 1º novembre 2021 esordisce in prima squadra in occasione dell'incontro di Primera División vinto 3-0 contro il Levante.

## Statistiche

### Presenze e reti nei club
Statistiche aggiornate al 13 dicembre 2021.
| Stagione        | Squadra         | Campionato      | Campionato | Campionato | Coppe nazionali | Coppe nazionali | Coppe nazionali | Coppe continentali | Coppe continentali | Coppe continentali | Altre coppe | Altre coppe | Altre coppe | Totale | Totale |
| Stagione        | Squadra         | Comp            | Pres       | Reti       | Comp            | Pres            | Reti            | Comp               | Pres               | Reti               | Comp        | Pres        | Reti        | Pres   | Reti   |
| --------------- | --------------- | --------------- | ---------- | ---------- | --------------- | --------------- | --------------- | ------------------ | ------------------ | ------------------ | ----------- | ----------- | ----------- | ------ | ------ |
| 2017-2018       | Mar Menor       | TD              | 1          | 0          | CR              | 0               | 0               |                    | -                  | -                  |             | -           | -           | 1      | 0      |
| 2020-2021       | Granada B       | SDB             | 20         | 0          |                 | -               | -               |                    | -                  | -                  |             | -           | -           | 20     | 0      |
| 2021-2022       | Granada B       | PD RFEF         | 4          | 0          |                 | -               | -               |                    | -                  | -                  |             | -           | -           | 4      | 0      |
| 2021-2022       | Granada         | PD              | 5          | 0          | CR              | 1               | 0               |                    | -                  | -                  |             | -           | -           | 6      | 0      |
| Totale carriera | Totale carriera | Totale carriera | 30         | 0          |                 | 1               | 0               |                    | -                  | -                  |             | -           | -           | 31     | 0      |

## Palmarès

### Club

#### Competizioni nazionali
- Segunda División: 1

Granada: 2022-2023